# Roser Capdevila
Roser Capdevila i Valls (Horta, Barcelona, 23 de enero de 1939) es una escritora e ilustradora de libros infantiles española. Autora de Las tres mellizas, una colección de cuentos en catalán adaptada a la televisión en la serie de animación del mismo nombre, Las tres mellizas que se ha visto en más de 100 países. Multipremiada, es prima del ex primer ministro de Francia Manuel Valls y del compositor Manuel Valls Gorina.

## Trayectoria
Empezó a dibujar cuando era muy pequeña. Estudió en la Escuela Massana de Barcelona y durante diez años ejerció la docencia. Abandona ésta para dedicarse a la vida familiar y comienza a realizar diseños para telas y estampados. 
En 1980 inicia su actividad como ilustradora de libros infantiles en catalán, sin dejar de hacerlo en obras de divulgación o entretenimiento dirigidas a jóvenes y adultos.
En 1983, inspirándose en sus tres hijas, Teresa, Anna y Helena, creó los personajes de Les tres bessones (Las tres mellizas), colección de cuentos en catalán que han sido traducidos a 35 idiomas.
En 1990, empezó a preparar la serie de televisión dibujos animados Las Tres Mellizas, adaptación de sus cuentos en capítulos dibujados y supervisados por la autora, con la colaboración de Mercè Company, que le sugirió la idea de llevarla a serie,  la productora Cromosoma y TV3. Se estrenó en 1994, hasta 2004, más de 100 capítulos, que se emitieron en 158 países, el primero, Islandia.
En 2011, donó su legado a la Biblioteca de Catalunya, compuesto por más de 3.000 piezas, incluyendo dibujos, litografías, grabados y cuentos.
En 2018 publicó sus memorias infantiles La nena que volia dibuixar. Els meus petits records de postguerra (La niña que quería dibujar. Mis recuerdos de posguerra) publicado por Angle Editorial.
En 2022, se anuncia una nueva versión de la serie Las tres mellizas, producida por Brutal Media, con la supervisión de la propia Roser. En 2024 se anuncia que la productora Peekaboo Animation será la que lleve a cabo el proyecto, con la misma productora ejecutiva, Mar Gaya. Tendrá dos temporadas de 26 episodios de 11 minutos ya ha sido comprada por Clan, de TVE, y SX3, de TV3.

## Premios y reconocimientos
En 2010 se le otorgó la Medalla de Oro al mérito en las Bellas Artes por el Consejo de Ministros de España y también la Medalla de Honor del Parlamento de Cataluña.
Previamente recibió otros galardones como Premio de Ilustración de la Generalitat de Catalunya (1984), Premio Nacional de l'audiovisual del Departament de Cultura de la Generalitat de Catalunya (1999),  Medalla Francesc Macià del Departament de Treball de la Generalitat de Catalunya (2002) y la Cruz de Sant Jordi de la Generalitat de Catalunya (2004)
En 2022, recibió la Medalla de Oro de la Generalidad de Cataluña, como "ejemplo del éxito que se puede conseguir con el audiovisual catalán".
En febrero de 2024 recibió el Premio Trayectoria Animac 2024, en la Muestra Internacional de Cine de Animación de Cataluña.
Y se anuncia que la Asociación Profesional de Ilustradores de Catalunya (APIC) le concede el Premio Junceda de Honor que se le entregará el 5 de diciembre de 2024.